# Przełęcz nad Zawratami
Przełęcz nad Zawratami – przełęcz w słowackich Tatrach Zachodnich, pomiędzy Banówką (2179 m) a Hrubą Kopą (2168 m). Znajduje się w grani głównej Tatr Zachodnich, na wysokości 2069 m n.p.m. Jest to niegłęboka przełęcz, ale położona na ostrej grani. Od strony północnej jej stoki opadają przepaścistą ścianą o wysokości ok. 200 m do Doliny Spalonej, od południowej strony bardziej łagodne, trawiasto-kamieniste zbocza spod przełęczy opadają do Wielkich Zawratów – górnego piętra Doliny Żarskiej. W kierunku Banówki zaraz za przełęczą znajduje się skalna czuba (2100 m, obejście ubezpieczone łańcuchem) i charakterystyczna Igła w Banówce (2096 m), które szlak turystyczny omija po południowej stronie.

## Szlaki turystyczne
– czerwony, prowadzący główną granią Tatr ze Smutnej Przełęczy przez Trzy Kopy, Hrubą Kopę, Przełęcz nad Zawratami i Banówkę na Banikowską Przełęcz.
- Czas przejścia ze Smutnej Przełęczy na Przełęcz nad Zawratami: 1:20 h, z powrotem 1:10 h
- Czas przejścia z Przełęczy nad Zawratami na Banikowską Przełęcz: 40 min, z powrotem 50 min